# Matan Hozez
Matan Hozez (in ebraico מתן חוזז‎?; Tel Aviv, 12 agosto 1996) è un calciatore israeliano, attaccante dell'Hapoel Gerusalemme.

## Palmarès

### Club

#### Competizioni nazionali
- Supercoppa d'Israele: 2

Maccabi Tel Aviv: 2019, 2020
- Campionato israeliano: 1

Maccabi Tel Aviv: 2019-2020